# مبرهنة كوشي-بيانو
في الرياضيات، وبالتحديد في دراسة المعادلات التفاضلية العادية, مبرهنة الوجود لبيانو أو مبرهنة بيانو أو مبرهنة كوشي-بيانو، المسماة هكذا نسبة إلى كل من جيوسيبي بيانو و أوغستين لوي كوشي,...